# Julietta (pel·lícula)
Julietta és una comèdia romàntica francesa dirigida en 1953 per Marc Allégret, amb gió de Françoise Giroud, protagonitzada per Dany Robin i Jean Marais. la pel·lícula està basada en la novel·la homònima de Louise de Vilmorin.

## Argument
Julietta, una noia romàntica i somniadora, es nega a acceptar com a marit el vell cavaller mundà que la seva mare ha triat, decidida a viure la vida com ella l'entén. Per casualitat, en el seu camí ella coneix l'home somiat.

## Repartiment
- Dany Robin - Juliette Valendor
- Jean Marais - André Landrecourt, advocat
- Jeanne Moreau - Rosie Facibey, xicota d'André
- Denise Grey - Mme Valendor, mare
- Bernard Lancret - príncep Hector d'Alpen
- Nicole Berger - Martine Valendor, germana de Juliet
- Georges Chamarat - Arthur, l'intendent
- François Joux - El comissari
- Georges Sauval - El controaldor
- Louis Saintève - L'home sortint dels vàters del tren
- Alain Terrane
- Renée Barell